# Ježek Sonic (film, 2020)
Ježek Sonic (v originále anglicky Sonic the Hedgehog) je americká akční komedie z roku 2020. Film je založen na herní franšíze společnosti Sega a režíroval jej Jeff Fowler.
Film měl premiéru 25. ledna 2020 v kině Paramount v Los Angeles a ve zbytku Spojených států 14. února 2020.

## Příprava a vývoj
Přípravy na natočení tohoto filmu začaly již v 90. letech, ale plán se nezrealizoval, dokud společnost Sony Pictures nezískala filmová práva, což se stalo v roce 2013. Produkce zahrnovala spolupráci několika japonských studií jako Sega Sammy's či Marza Animation Planet za pomocí režiséra Jeffa Fowlera. Ale roku 2016 z finančních důvodů společnost realizaci nedokončila, a tak práva v roce 2017 odkoupila společnost Paramount Pictures.

## Natáčení
Obsazení bylo potvrzeno v roce 2018. Následné natáčení proběhlo téhož roku ve Vancouveru a na ostrově Vancouver od září do října. Po negativních reakcích na první trailer a hlavně na vzhled Sonica byla premiéra filmu o 3 měsíce posunuta, aby se přepracoval celkový vzhled, který působil hodně lidsky.

### Vizuální efekty
Vizuální efekty pro film vytvořily společnosti: ILM, Moving Picture Company (MPC), Marza Animation Planet, Blur Studio, Trixter a Digital Domain.

### Hudba
Hudbu složil Tom Holkenborg a soundtrack byl vydán 14. února 2020 v digitální i fyzické podobě. Hudba měla docílit podobnost s původní hrou na téma Sonic Mania, a to pomocí syntezátorů Yamaha FM a zvukového čipu konzole Sega Genesis.

## Kritika
Kritici ocenili Sonicův vzhled a vizuální stránku filmu, ale naopak zkritizovali děj, který postrádá originalitu. Film vytvořil rekord jako největší zahajovací víkend pro videoherní film ve Spojených státech a Kanadě. Vydělal 306 miliónů dolarů po celém světě.[zdroj?]